# Ніколич Юлія Ігорівна
Юлія Ігорівна Ніколич, до шлюбу Портянко (мак. Јулија Портјанко / Николиќ, нар. 20 квітня 1983 року в Дніпропетровську — 12 жовтня 2021) — македонська гандболістка українського походження, розігруюча. Завершила кар'єру після закінчення сезону 2014/2015.

## Біографія

### Клубна кар'єра
Юлія є вихованкою школи львівського клубу «Галичанка», за який виступала з 2001 по 2003 роки. З 2003 року вона грала за кордоном, представляючи клуби «Кометал Гьорче Петров» (Македонія), «Юскюдар Беледиеспор» (Туреччина) і «Арвор 29» (Франція; товаришка за клубом Олександри Лакрабер). Була чемпіонкою України, Македонії та Франції. У сезоні 2012/2013 виступала в Росії за команду «Зірка» (Звенигород), після чого пішла в «Вардар». Кар'єру завершила після двох сезонів за «Вардар».

### Кар'єра в збірній
Юлія зіграла 57 ігор за збірну Македонії і забила 187 голів; грала на чемпіонаті Європи 2008 року і зайняла з командою 7-е місце, потрапивши в Топ-10 бомбардирів. Останній для неї турнір пройшов у 2012 році, яким став чемпіонат Європи.